# Alegeri legislative în Germania de Vest, 1987
Alegerile legislative din Germania de Vest din 1987 se referă la a 11-a campanie electorală pentru alegerile federale din Germania de Vest. Alegerile au avut loc la 25 ianuarie 1987 pentru desemnarea membrilor din bundestag, parlamentul Republicii Federale Germania.

## Probleme și campania electorală
Johannes Rau, vicepreședinte al Partidului Social Democrat (SPD), a încercat să devină cancelar. Campania sa a suferit din cauza certurilor interne din partid și a lipsei de perspectivă de a construi o coaliție majoritară: în acele zile Verzii (Partidul ecologic german) și-au pus întrebarea dacă să ia parte sau nu la guvernare.
Una din problemele majore care a dominat campania electorală a fost cea legată de mediul înconjurător, după dezastrul de la Cernobîl și a altor accidente ecologice.

## Rezultate electorale
| Partid                          | Voturi primite | Votul în procente | Total locuri    | Locuri în procente |
| ------------------------------- | -------------- | ----------------- | --------------- | ------------------ |
| Uniunea Creștin-Democrată (CDU) | 13.045.745     | 34.4 % ; -3,7 %   | 174; -17        | 35,0 %             |
| Uniunea Creștin-Socială (CSU)   | 3.715.827      | 9,8 % ; -0,8 %    | 49 ; -4         | 9,9 %              |
| Partidul Liber Democrat(FDP)    | 3.440.911      | 9,1 % ; 2,2 %     | 46 ; 12         | 9,3 %              |
| Partidul Social Democrat(SPD)   | 14.025.763     | 37,0 % ; -1,2 %   | 186 ; -7 37,4 % | 37,4 %             |
| Verzii                          | 3.126.256      | 8,3 % ; 2,7 %     | 42 ; 15         | 8,5 %              |
| Alte partide (Total)            | 512.817        | 1,3 %             |                 | 0,0 %              |
| Total                           | 37.867.319     | 100 %             | 497 ; -1        | 100 %              |

## Perioada post-electorală
Coaliția între fracțiunea CDU/CSU și FDP a revenit la guvernare, cancelar fiind Helmut Kohl. Partidul Verzilor a intrat în parlament pentru a doua oară.